# Klavarskribo
Klavarskribo est une notation musicale alternative pour l'apprentissage du piano ou du clavier qui se distingue de la notation musicale conventionnelle (le solfège) à de nombreux égards. Elle fut inventée en 1931 par le Néerlandais Cor Pot (nl). Le nom signifie écriture pour clavier, en espéranto.

## Histoire
Monsieur Pot, descendant d’une famille de constructeurs de navires, était le directeur de Smit Slikkerveer, usine de dynamos maritimes. C’était un passionné de musique et il souhaitait que tous puissent y prendre plaisir en jouant ou chantant par eux-mêmes.
Dans ce but, il a étudié les notations de musique alternatives pour élaborer le système qui allait devenir le Klavarskribo. Lorsqu'il présenta le fruit de ses travaux il s’attendait à ce que tout le monde musical embrasse son invention et connut en cela une amère déception. Les professeurs de musique ne se montraient pas intéressés, au contraire : ils se sentaient menacés et faisaient obstacle à la diffusion. Disposant de moyens financiers propres, Pot décide d'en user pour organiser et publier des cours par écrit, et de faire transcrire des partitions.
Dans les années 1930 le nombre d’utilisateurs de sa notation croissait énormément et beaucoup de musique était transcrite. Pendant la Seconde Guerre mondiale les activités ont cessé, mais sitôt la paix rétablie, démarrèrent d'un nouvel élan. L’Institut Klavarskribo, fondé par Pot, connaissait une telle activité qu'il a employé jusqu’à 50 personnes. On fit paraître des cours en anglais, français et allemand.
Mais les temps changent… la télévision s'implanta dans les foyers et la pratique de la musique comme activité de loisirs familiale diminua. Ce déclin, ainsi que le décès de Pot en 1977, limitèrent grandement les ressources financières de la Fondation Klavarskribo. Malgré cela, la Fondation Klavarskribo à Ridderkerk (près de Rotterdam, Pays-Bas) continue de traduire et de publier des partitions de musique, en particulier pour les organistes d’église, un groupe très important. Le nombre d’utilisateurs de Klavar, aux Pays-Bas comme dans d’autres pays, est estimé à plus de 10 000.

## Notation

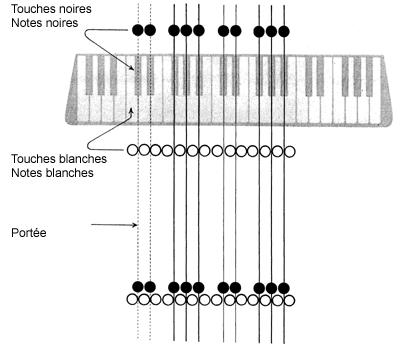
Clavier avec portée correspondante

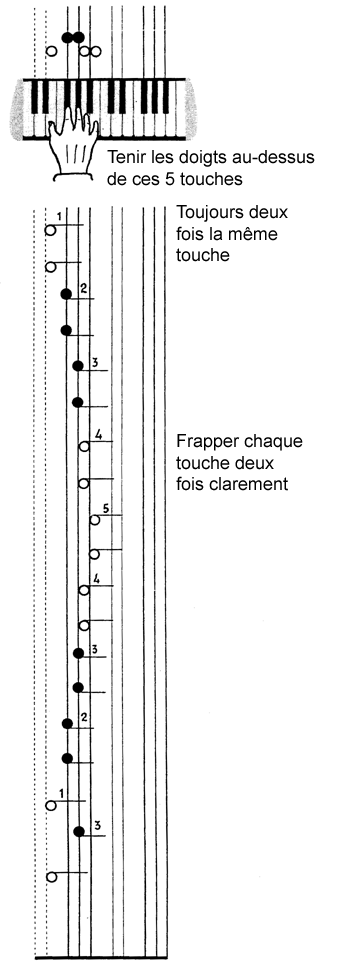
Mélodie avec queues horizontales

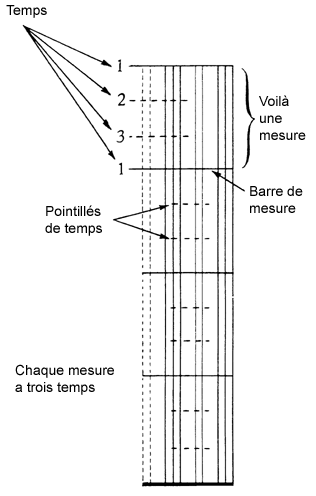
Mesures à 3 temps avec pointillés et notes

La notation Klavar se distingue de la notation conventionnelle par plusieurs aspects. Le Klavarskribo dispose d’une portée où chaque note a sa place propre. Cette portée se compose de lignes verticales regroupées par deux ou trois, à l’image des touches noires d’un clavier. Les notes se placent sur (note noire) ou entre (note blanche) les lignes. Par conséquent, il n'y a pas besoin de dièses ni de bémols. L'analogie entre la portée et le clavier a amené Pot à donner le nom de Klavarskribo à son système de notation. Celui-ci est néanmoins universel et peut être utilisé pour tous les instruments ainsi que pour le chant, même s'il montre plus d’avantages pour les instruments à clavier où nombre de notes sont jouées simultanément...
La mesure et le rythme sont indiqués de manière géométrique (selon le principe durée = distance). La partition est divisée en mesures de longueur identique et des pointillés marquent chaque temps. Toutes les notes sont pourvues d'une queue horizontale (indiquant qu’elles sont jouées par la main droite si elles sont à droite, par la main gauche si elles sont à gauche), qui permet de repérer dans le système de mesure le moment où une note doit être jouée ou chantée. Une note dure jusqu'à la suivante de la même main ou voix, à moins qu'elle ne soit prolongée par un signe de continuation (un "·") ou interrompue par un signe de silence (un "v"). Il n'y a pas de clefs différentes pour la main gauche et la main droite.
Ces principes font qu'après une brève explication le fonctionnement de la notation est compris. On peut ainsi rapidement commencer à faire de la musique ; on voit ce qu’on doit faire et la partition donne une image continue des touches à jouer, ce qui offre un avantage particulier pour les accords : la notation induit l'action.
Pour autant la notation Klavar n'est pas destinée aux seuls débutants. Les morceaux les plus difficiles de Chopin ou Liszt peuvent être lus en Klavar par les musiciens de haut niveau. Presque toute la musique courante pour l’orgue, le piano, l’accordéon etc. est disponible. Des catalogues pour piano, orgue d’église, accordéon (et orchestre d’accordéon), orgue électronique, piano électrique et guitare sont disponibles auprès de la Fondation Klavarskribo. En outre, il existe un programme informatique, le KlavarScript qui permet de transcrire la notation conventionnelle en Klavar, en utilisant le format Midi.

## Organisations
En dehors de la Fondation Klavarskribo il y a l'Association Klavar des Pays-Bas, qui depuis 1978, avec ses 800 membres aux Pays-Bas et à l'étranger, a pour but la promotion et la continuation de la notation klavar, en collaboration avec la Fondation. Cette association tient à jour une liste de professeurs aux Pays-Bas qui sont disposés à enseigner avec des partitions en klavar et incite les adeptes de cette notation à prendre contact avec eux afin d'améliorer autant que possible leurs capacités instrumentales.
La Fondation Klavarskribo et l’association Klavar des Pays-Bas ont pour objectif de montrer aux personnes attirées par la musique que le Klavar peut faciliter l’accès à la pratique instrumentale.